# ベアトリス・ダングルテール
ベアトリス・ダングルテール （Béatrice d'Angleterre、1242年6月25日 - 1275年3月24日）は、ブルターニュ公ジャン2世の妃。イングランド王ヘンリー3世と妃エリナー・オブ・プロヴァンスの子。英語名はベアトリス・オブ・イングランド（Beatrice of England）。
1260年11月、サン＝ドニでジャン2世と結婚し、以下の子供をもうけた。
- アルテュール2世（1262年 - 1312年） - ブルターニュ公
- ジャン（1266年 - 1334年） - リッチモンド伯。エドワード2世に仕え、スコットランド王ロバート1世との戦いに加わった。1322年のブラックモアの戦いでスコットランドの捕虜になり、1325年まで投獄されていた。
- マリー（1268年 - 1339年） - サン＝ポル伯ギー4世・ド・シャティヨンの妻
- ブランシュ（1270年 - 1327年） - フィリップ・ダルトワの妻
- ピエール（1269年 - 1312年） - レオン子爵。彼は馬に情熱を注ぎ、自らの情熱を満たすために借金をして、兄アルテュール2世にレオン子爵位を売却することを余儀なくされた。父ジャン2世とともにフランドル遠征を行っている。1312年、馬に蹴られて死亡した。
- アリエノール（1275年 - 1342年） - フォントヴロー修道院院長。